# كارراياس
بلدية كارراياس (بالإسبانية: Carrias)‏, هي إحدى بلديات مقاطعة برغش, التي تقع في منطقة قشتالة وليون, والتي تقع في شمال غرب إسبانيا.
يبلغ عدد سكانها 42 نسمة وفقاً لإحصائية سنة (2002).